# Heusden Koers 2011
De 63e editie van de Belgische wielerwedstrijd Heusden Koers werd verreden op 16 augustus 2011. De start en finish vonden plaats in Heusden. De winnaar was James Vanlandschoot, gevolgd door Roy Hegreberg en Laurens De Vreese.

## Uitslag
| Heusden Koers 2011 |                     |                              |         |
| Plaats             | Naam                | Ploeg                        | Tijd    |
| Winnaar            | James Vanlandschoot | Verandas Willems-Accent      | 3u43'0" |
| 2                  | Roy Hegreberg       | Sparebanken Vest-Ridley      | z.t.    |
| 3                  | Laurens De Vreese   | Topsport Vlaanderen-Mercator | z.t.    |
| 4                  | Andy Cappelle       | Quick Step                   | z.t.    |
| 5                  | Tobyn Horton        | Motorpoint                   | z.t.    |
| 6                  | Kevin Suarez        | RC Pesant Club Liegeois      | z.t.    |
| 7                  | Tom Van Asbroeck    | Van der Vurst CT             | z.t.    |
| 8                  | Pieter Ghyllebert   | An Post-Sean Kelly           | z.t.    |
| 9                  | Andrew Fenn         | An Post-Sean Kelly           | z.t.    |
| 10                 | Gilles Devillers    | Wallonie BXL-Crédit Agricole | z.t.    |

1929 · 1930-1935 · 1936 · 1937 · 1938 · 1939 · 1952 · 1953 · 1954 · 1955 · 1956 · 1957 · 1958 · 1959 · 1960 · 1961 · 1962 · 1963 · 1964 · 1965 · 1966 · 1967 · 1968 · 1969 · 1970 · 1971 · 1972 · 1973 · 1974 · 1975 · 1976 · 1977 · 1978 · 1979 · 1980 · 1981 · 1982 · 1983 · 1984 · 1985 · 1986 · 1987 · 1988 · 1989 · 1990 · 1991 · 1992 · 1993 · 1994 · 1995 · 1996 · 1997 · 1998 · 1999 · 2000 · 2001 · 2002 · 2003 · 2004 · 2005 · 2006 · 2007 · 2008 · 2009 · 2010 · 2011 · 2012 · 2013 · 2014 · 2015 · 2016 · 2017 · 2018 · 2019 · 2020 · 2021 · 2022 · 2023